# 田中景子 (ヴィオラ奏者)
田中 景子（たなか けいこ）は、日本のヴィオラ奏者、作曲家。

## 略歴
コペルニクスのプロデュースの元でNHK人気旅番組「列島縦断 鉄道乗りつくしの旅〜JR20000km全線走破〜」「街道てくてく旅」番組の挿入曲を担当、作曲演奏する機会を得る。また同番組の公開生番組からも機会あるごとに出演依頼が来るようになる。2009年、NHK BS1「にっぽん木造駅舎の旅」のテーマ曲を担当、1年がかりで制作された初のソロCDアルバム「ヴィオラ日和」をリリース。

## CD
- 「旅のうた」関口知宏&福島邦子・NHK「列島縦断 鉄道乗りつくしの旅」サウンドトラック
  - （FLAVOUR OF SOUND）2005.9.28
- 「街道てくてく旅〜四国八十八か所を行く」雅月&てくてく音楽家・NHK番組サウンドトラック
  - （FLAVOUR OF SOUND）2008.5.28
- 「街道てくてく旅〜山陽道」真形テルコ&てくてく音楽家・NHK-BS2番組サウンドトラック
  - （FLAVOUR OF SOUND　2009.6.17）
- （NHK-BS2番組サウンドトラック）FLAVOUR OF SOUND　2009.6.17
- 「千の風になって」スペシャル盤　アトリエ・イサナ
  - （ポニーキャニオン）2006.9.6
- 「ふるさとの山に向かひて」新井満
  - （ポニーキャニオン）2007.6.20
- 「万葉恋歌〜ああ君待つと」新井満
  - （ポニーキャニオン）2009.6.17
- 「風神」新井満コレクション・ベストアルバム
  - （ポニーキャニオン）2009.9.16
- 「たゆとおて」アトリエ・イサナ
  - （ventain records）2005.4
- 「さかた幻燈記」岡田修
  - （ventain records）2008.12
- 「ヴィオラ日和」＊田中景子・オリジナルソロアルバム
  - （ventain records, VJKT-2910）2009.10.14
- 「STITCH」Little Lounge*Little Twinkle 
  - （ORANGE RECORDS） 2010.2.17
- 「あした日和」菊池常利&真形テルコwithヴェンタイン系アーティスト一同
  - （ventain records）2011.4.10
- 「hvit」Little Lounge*Little Twinkle
  - （strobe record）2012.11.11

## DVD
- 「街道てくてく旅〜四国八十八か所を行く」特典映像出演
  - NHKエンタープライズ　2009.8
- 「にっぽん木造駅舎の旅」（NHK-BS1番組）田中景子・The C-52's
  - NHKエンタープライズ　2009.10

## 映画
- ドキュメント映画
  - 「街にはアートがいっぱい」（川崎けい子監督）2007年作品
  - 「ヒロシマ・ランニング」主演：前島幹雄（サハラ砂漠冒険家）（水野征樹監督）加藤文生と共同制作　2007.9.7  下北沢トリウッド初上映　オフィスまる製作
- ショートムービー
  - 「ヴィオラ日和」　主演・演奏：田中景子（ナバロン陽斎監督）2009.12.9  渋谷クラシックス初上映　ヴェンタインレコードV&A作品

## TV出演およびTV-CM
- NHK-BS1/NHK BShi
  - 「列島縦断 鉄道乗りつくしの旅」アトリエ・イサナ　2005.11.3
- NHK総合
  - 「SONGS」 2007.12
- NHK-BS2/NHK総合
  - 「渋谷DEど〜も」2008.5.3
- TBS
  - 「NEWS23」2008.6.20
    - 「千の風になって」（新井満）〜「プーさんの鼻のララバイ」（俵万智）
- NHK-BS2/BShi
  - 「街道てくてく旅〜四国八十八か所を行く」2008.10.24
  - 「渋谷DEど〜も」2009.5.2
- NHK-BS1
  - 「特集にっぽん木造駅舎の旅」2009.8.15（大井川鐵道より）
- NHK-BS1/NHKワンセグ2「鉄道フェスティバル」
  - 『関口知宏 旅を語る』2009.10.10（日比谷野外小音楽堂より生中継）
- TV-CM「もたつく権利」ACジャパン2009年放映

## 舞台
- 「大海原で」シアターZ公演　2006.10.6 - 10
  - スワボーミル・ムロジェエック作品　ヒラタヤスユキ演出　演奏・舞台出演